# سیارک ۱۳۲۷۴
سیارک ۱۳۲۷۴ (به انگلیسی: 13274 Roygross، نامگذاری:1998QX37) سیزده هزار و دویست و هفتاد و چهارمین سیارک کشف شده‌است که در ۱۷ اوت ۱۹۹۸ کشف شد.
قدر مطلق سیارک برابر ۱۴.۱ است.